# Estação General Torres
General Torres é uma estação do Metro do Porto situada na cidade de Vila Nova de Gaia.
Faz ligação com a Estação Ferroviária de General Torres.